# Poelzig-Bau (Hannover)

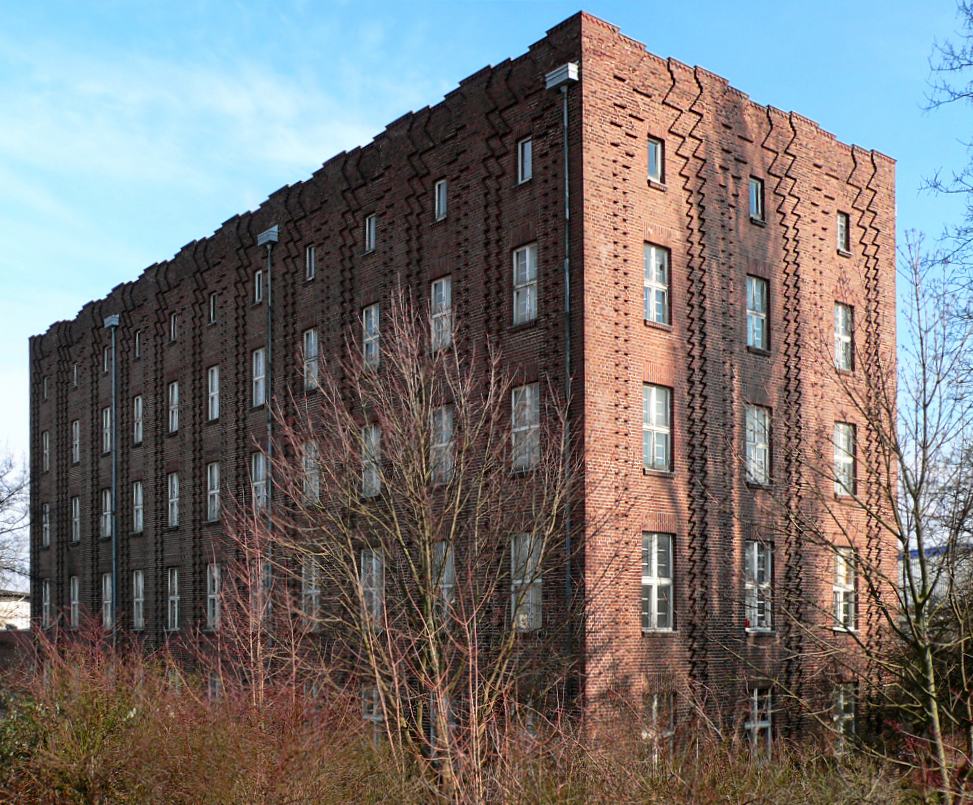
Poelzig-Bau, 2011

Der Poelzig-Bau ist ein 1923–1924 für das Unternehmen Gebrüder Mayer errichtetes Verwaltungsgebäude in Hannover in Niedersachsen. Es wurde nach Plänen des Architekten Hans Poelzig im Stadtteil Vinnhorst auf dem Grundstück Beneckeallee 32 erbaut und steht als Paradebeispiel des Backsteinexpressionismus in Hannover unter Denkmalschutz.

## Beschreibung

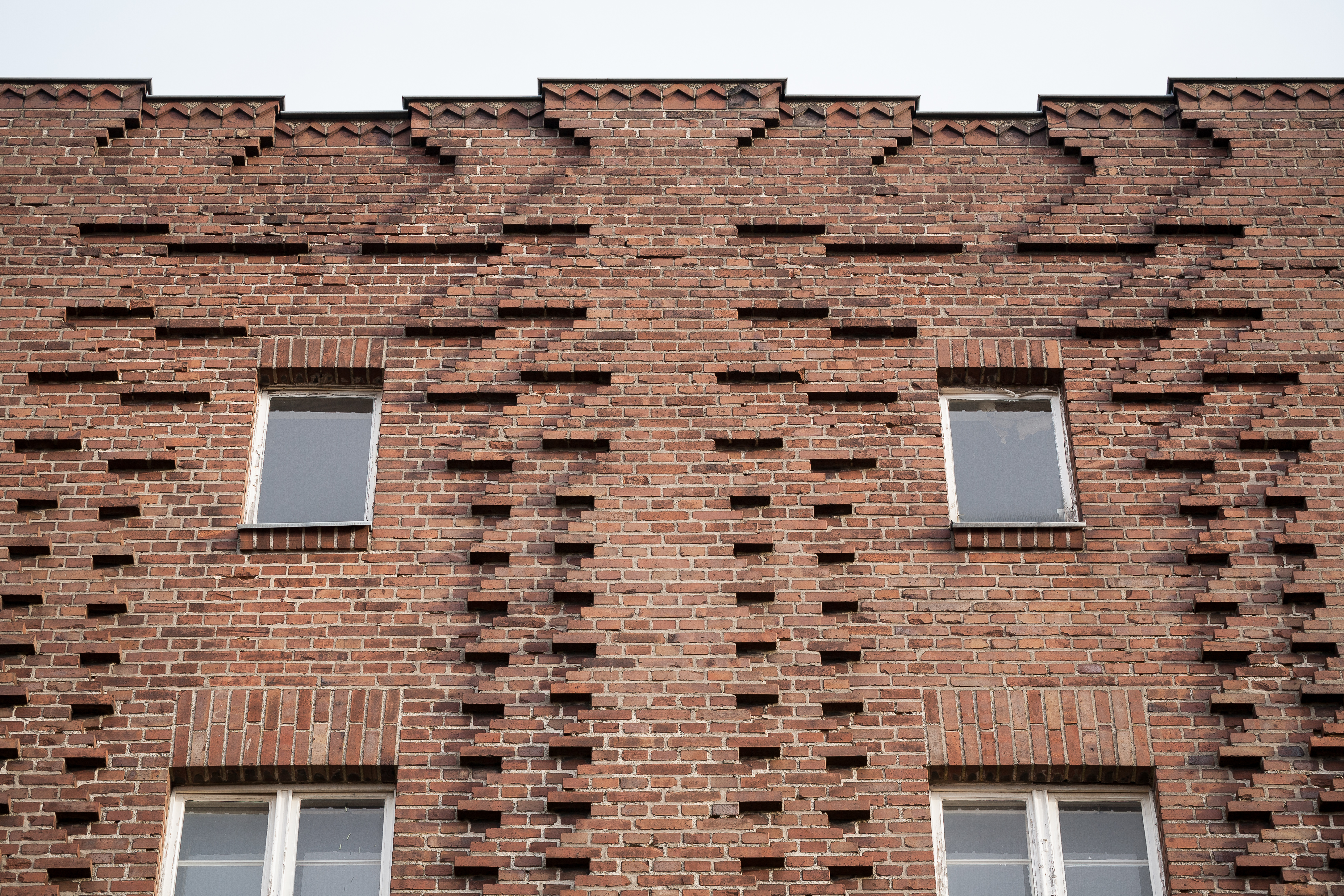
Fassade mit sägezahnartig gezackten Lisenen

Das fünfgeschossige Gebäude mit Flachdach weist einen kubischen Baukörper auf. Das oberste Geschoss ist als Mezzanin ausgebildet. Nach ursprünglicher Planung sollte das Gebäude in der Länge 19 Fensterachsen haben, aus finanziellen Gründen wurde aber nur ein erster Bauabschnitt mit 11 Achsen ausgeführt. Der zweite Bauabschnitt sollte nördlich anschließen, daher ist die Nordfassade eine schlichte Mauer mit provisorischem Charakter. Die übrigen Fassaden in unverputztem Klinker-Mauerwerk werden durch expressionistische, sägezahnartig gezackte Lisenen rhythmisiert, die in der fünften Etage baumkronenartig in die Breite auffächern.

## Denkmaleigenschaft
Die Denkmaleigenschaft des Gebäudes beruht unter anderem auf der Bedeutung des Architekten Hans Poelzig. Es zählt zwar nicht zu seinen Hauptwerken, ist aber der einzige erhaltene Hochbau seiner Schaffensphase zwischen 1918 und 1923, die durch expressive, unruhige Linienführung geprägt ist. Das Bauwerk stellt ein wichtiges Zeugnis expressionistischer Architektur in Hannover dar und ist gleichzeitig auch ein frühes Beispiel dieses Stils in Deutschland. Es gilt als ein Hauptwerk des Backsteinexpressionismus.

## Geschichte

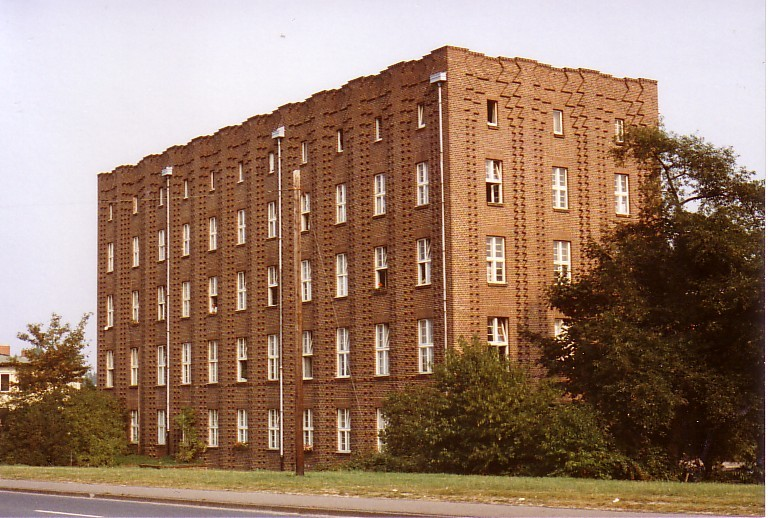
Seitenansicht von der Straße, 1982

Das Unternehmen Gebrüder Mayer als Bauherr des Gebäudes war eine Großhandlung für textile Altstoffe. Das Unternehmen geriet bereits in der Bauzeit in finanzielle Schwierigkeiten, so dass die ursprüngliche Planung nicht in vollem Umfang ausgeführt werden konnte. Zwei Jahre nach Fertigstellung verpachtete das Unternehmen das Gebäude 1926 an die Stadt Hannover, die es 1938 käuflich erwarb. Die Stadt nutzte es als Altenheim und im Zweiten Weltkrieg als Hilfskrankenhaus. In der Nachkriegszeit wurde das Gebäude zur Unterkunft für Displaced Persons, Flüchtlinge und Heimatvertriebene. Auch wurde es in dieser Zeit wie auch bereits in den 1930er Jahren zum Teil in Wohnraum umgewandelt. Da die Wohnungen wegen fehlender Sanitärräume nicht mehr dem üblichen Standard entsprachen, kam es im 21. Jahrhundert zu jahrelangem Leerstand und Verwahrlosung. 2017 schrieb die Stadt Hannover das Gebäude zum Verkauf aus. 2019 erwarb ein Immobilienunternehmen das Haus, um darin ein Hotel einzurichten, was fehl schlug. 2021 wurde es von einem Projektentwickler gekauft, der eine denkmalgerechte Sanierung des historischen Gebäudes für rund sechs Millionen Euro und eine Umwandlung in ein Bürogebäude zwischen 2023 und 2025 durchführte.